# Liste der Bodendenkmale in Wenningstedt-Braderup (Sylt)
In der Liste der Bodendenkmale in Wenningstedt-Braderup (Sylt) sind die Bodendenkmale der Gemeinde Wenningstedt-Braderup (Sylt) nach dem Stand der Bodendenkmalliste des Archäologischen Landesamts Schleswig-Holstein von 2016 aufgelistet. Die Baudenkmale sind in der Liste der Kulturdenkmale in Wenningstedt-Braderup (Sylt) aufgeführt.
| Denkmal-ID           | Befundart               | Bezeichnung                                         | Zeitstellung                            | Lage | Bemerkungen | Bild |
| -------------------- | ----------------------- | --------------------------------------------------- | --------------------------------------- | ---- | ----------- | ---- |
| aKD-ALSH-Nr. 001 772 | Grabmal > Grabhügel     | Grabhügel                                           | Vor- und/oder Frühgeschichte            |      |             |      |
| aKD-ALSH-Nr. 001 773 | Grabmal > Grabhügel     | Grabhügel „Nuuderst Brödihoog“                      | Vor- und/oder Frühgeschichte            |      |             |      |
| aKD-ALSH-Nr. 001 774 | Grabmal > Grabhügel     | Grabhügel                                           | Vor- und/oder Frühgeschichte            |      |             |      |
| aKD-ALSH-Nr. 001 775 | Grabmal > Grabhügel     | Grabhügel „Raisihoog“                               | Vor- und/oder Frühgeschichte            |      |             |      |
| aKD-ALSH-Nr. 001 776 | Grabmal > Grabhügel     | Grabhügel „Lünghoog“                                | Vor- und/oder Frühgeschichte            |      |             |      |
| aKD-ALSH-Nr. 001 777 | Grabmal > Grabhügel     | Grabhügel „Buatskenhoog“                            | Vor- und/oder Frühgeschichte            |      |             |      |
| aKD-ALSH-Nr. 001 778 | Grabmal > Grabhügel     | Grabhügel „Trööshoog“                               | Vor- und/oder Frühgeschichte            |      |             |      |
| aKD-ALSH-Nr. 001 779 | Grabmal > Grabhügel     | Grabhügel                                           | Vor- und/oder Frühgeschichte            |      |             |      |
| aKD-ALSH-Nr. 001 780 | Grabmal > Grabhügel     | Grabhügel                                           | Vor- und/oder Frühgeschichte            |      |             |      |
| aKD-ALSH-Nr. 001 781 | Grabmal > Grabhügel     | Grabhügel „Trumshoog“                               | Vor- und/oder Frühgeschichte            |      |             |      |
| aKD-ALSH-Nr. 001 782 | Grabmal > Großsteingrab | Steinkammer „Denghoog“                              | Neolithikum                             |      |             |      |
| aKD-ALSH-Nr. 001 783 | Befestigung > Wall      | Landwehr/Wall/Schanze/Panzergraben „de swatte Wall“ | Frühgeschichte, Neuzeit, Zeitgeschichte |      |             |      |